# Gumó

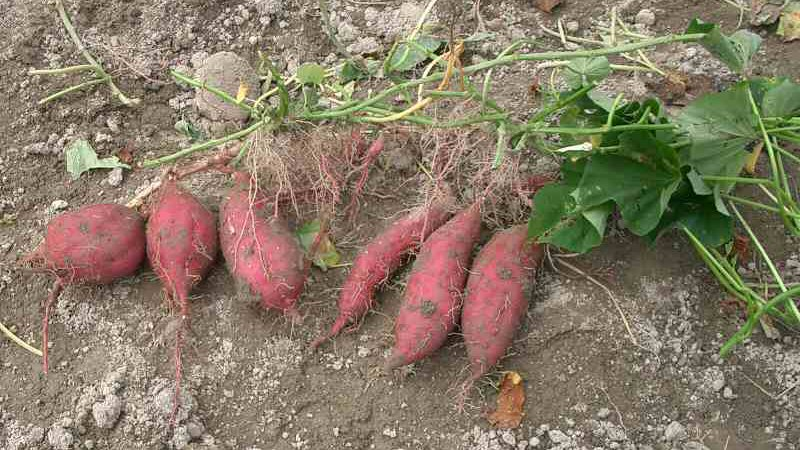
Édesburgonya (Ipomoea batatas) gyökérgumói

A gumó (tuber) megvastagodott, gömbölyded, rövid szártagú, gyakran magas víztartalmú, tápanyag raktározására módosult növényi szerv, mely száron vagy gyökéren képződik.
A szárgumó a szár módosulata, s föld feletti száron, mint a karalábé esetén, illetve föld alatti száron (például burgonya) is kialakulhat. A szárgumókon levelek és rügyek is előfordulhatnak, a rügyekből hajtások (föld feletti hajtások, vagy föld alatti hajtások, mint például gyöktörzs, tarack) fejlődhetnek.
A gyökérgumó a gyökér módosulata, s nincsenek rajta oldalszervek.
Egyes növények gumói, mint például a karalábé, a burgonya, az édesburgonya, a csicsóka gumói az ember fontos táplálékforrásai.

## Szárgumós növények
Bogláros szellőrózsa • Ciklámen (növénynemzetség) • Csodagumó • Erdei madársóska • Jakabliliom • Koronás liliom • Szellőrózsa • Téltemető

## Gyökérgumós növények
Boglárka (növénynemzetség) • Dália (növénynemzetség) • Hagymás boglárka • Inkaliliom • Klívia • Korbácsliliom •